# Kandestederne

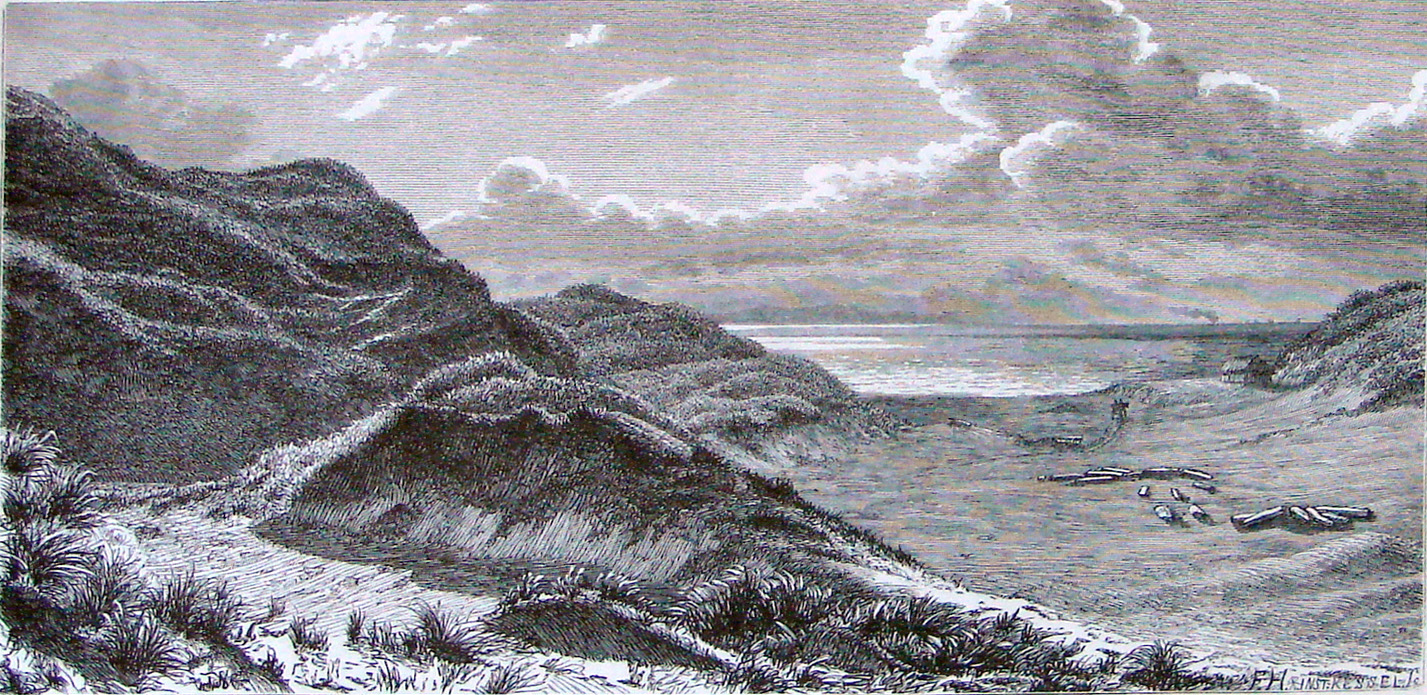
Stranddyner vid Kandestederne i slutet av 1800-talet, tecknade av Vilhelm Kyhn

Kandestederne  är en dansk bebyggelse, nu huvudsakligen sommarhusområde och badort, vid västkustsidan om Skagen Odde på Nordjyllands nordspets, omkring 15 kilometer sydväst om Skagen. 
Den första gården uppfördes 1777. Kandestederne nämndes första gången som självständig bebyggelse i "Optegnelser paa Folketallet i 1834". Det var då en samling på fem gårdar med omkring 30 invånare söder om Hulsig Hede och strax norr om Råbjerg Mile. Bönderna levde på både jordbruk och fiske, men jorden var mycket sandig och svårbrukbar. Bebyggarna kom från gårdar längre österut och hade tvingats att flytta på grund av kraftig sandflykt till på de tidigare gårdarna. Deras gårdar hade rivits och återuppbyggts längre västerut i Kandestederne.
I början av 1900-talet kom de första sommargästerna till Kandestederne, där två gårdar inrättades till hotell. I dag består Kandestederne av Hjorths Badehotel, som öppnade 1890, och Kokholms Hotel, som öppnade 1906, samt omkring 150 sommarhus. 

## Kandestederne Redningsstation
Kandestederne fick redan 1850 en i Köpenhamn byggd räddningsbåt. Kandestederne Redningsstation inrättades 1852 i samband med grundandet av Det Nørrejydske Redningsvæsen som enbart en båtstation utan raketapparat. Båthuset finns kvar och används som ett lokalhistoriskt museum. Räddningsstationen på Spirbakken norr om Kandestederna inrättades som filialstation.